# Thorin
Vous lisez un « bon article » labellisé en 2011.
Pour les articles homonymes, voir Thorin (homonymie).
Thorin, surnommé « Écu-de-chêne » ou « Lécudechesne » (Oakenshield en anglais), est un personnage du roman de J. R. R. Tolkien Le Hobbit. C'est un nain, héritier du Royaume sous la Montagne d'où le dragon Smaug a chassé sa famille. Il est l'instigateur de l'expédition visant à reconquérir le trésor de ses pères dans laquelle le hobbit Bilbo se retrouve enrôlé malgré lui. L'aventure est couronnée de succès avec la mort du dragon, mais Thorin est tué peu après en affrontant les gobelins durant la bataille des Cinq Armées.
Thorin est un personnage particulièrement nuancé, de ce fait intéressant dans un conte destiné aux enfants. Il est dépeint de manière positive dans la majeure partie du roman, jusqu'à ce qu'il succombe à la tentation de l'or du dragon, après quoi il apparaît sous un jour beaucoup plus négatif, consumé par son avarice (un thème récurrent dans l'œuvre de Tolkien). Son rachat et sa mort au combat annoncent peut-être le sort similaire du personnage de Boromir dans Le Seigneur des anneaux.

## Noms
Comme tous les noms des nains du Hobbit, « Thorin » est d'origine norroise et provient du Dvergatal, une liste de nains de la mythologie nordique qui subsiste dans la Völuspá et dans le Gylfaginning. Le nom y apparaît sous la forme Þorinn, dérivée du verbe þora (« oser »), et signifie « celui qui ose, audacieux ». Son surnom provient de la même source : un autre nain du Dvergatal est nommé Eikinskjaldi, que Tolkien a traduit littéralement en Oakenshield, « Écu-de-Chêne » en français.
Dans la traduction française du Hobbit par Francis Ledoux (1969), le surnom Oakenshield a été laissé tel quel, mais le nom du nain est orthographié avec un tréma sur le I, « Thorïn », probablement afin d'être prononcé correctement (/-ɪn/ et non /-ɛ̃/) par le lecteur francophone. Dans Le Seigneur des anneaux, toujours traduit par Ledoux, Thorïn conserve son tréma, mais son surnom est traduit en « Écu-de-Chêne ». Dans sa traduction ultérieure des appendices du Seigneur des anneaux, Tina Jolas n'ajoute pas de tréma au nom du nain et traduit tour à tour son surnom par « Écu-de-Chêne » ou « Au-Bouclier-de-Chêne », ou bien le laisse inchangé. La traduction des Lettres (2005) utilise « Thorin Écu-de-chêne », tandis que dans sa nouvelle traduction du Hobbit (2012), Daniel Lauzon choisit « Thorin Lécudechesne ».

## Description
Tel qu'il est décrit dans Le Hobbit, Thorin porte un capuchon bleu ciel orné d'un gland d'argent, ainsi qu'une longue chaîne d'or. Il joue de la harpe. Au combat, il manie la hache, arme par excellence des Nains, mais aussi l'épée Orcrist, découverte dans la cache des trolls, ainsi que l'arc lors des négociations à la Montagne solitaire.
Son portrait moral est ambivalent. D'un côté, c'est un chef capable, courageux et déterminé, juste et fidèle à sa parole. Toutefois, il fait également preuve d'avarice, un trait fréquent chez les Nains, et d'orgueil, deux défauts qui précipitent sa chute.

## Histoire

### AvantLe Hobbit
- Dáin Ier
  -  Thrór
    -  Thráin II
      -  Thorin II
      - Frerin
      - Dís ♀
        - Fíli
        - Kíli

  - Frór
  - Grór
    - Náin
      -  Dáin II

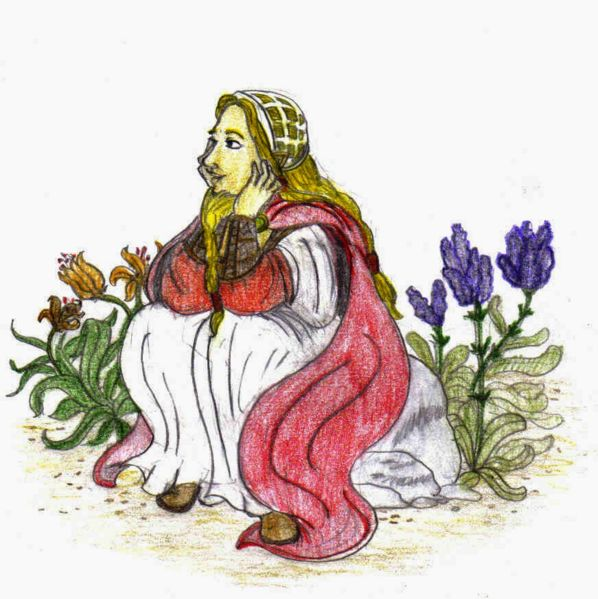
Dís, sœur de Thorin et mère de Fíli et Kíli.

Thorin est né en l'an 2746 du Troisième Âge. Descendant en droite ligne de Durin, l'un des Sept Pères des Nains, il est le fils de Thráin et le petit-fils de Thrór, roi du royaume d'Erebor qui connaît une période de grande prospérité à l'époque. Il porte le même nom que son aïeul Thorin Ier. Son frère Frerin naît en 2751 et sa sœur Dís en 2760.
En 2770, le dragon Smaug, attiré par les rumeurs de la richesse du royaume, attaque la Montagne solitaire. Pris par surprise, les Nains n'offrent aucune résistance et sont massacrés par le dragon. Rares sont ceux qui en réchappent, parmi eux Thorin, son père et son grand-père. Contraints à la fuite, les survivants d'Erebor sont réduits à l'errance et à la misère.
Quelques années plus tard, le meurtre de Thrór par l'orque Azog déclenche une longue guerre de vendetta entre les Nains et les Orques dans les Monts Brumeux. Lors de l'affrontement final de cette guerre, la bataille d'Azanulbizar (2799), Thorin combat avec vaillance dans les premiers rangs, et son frère cadet Frerin est tué. Lorsque son bouclier est fendu en deux, Thorin se saisit d'une branche de chêne et s'en sert alternativement comme massue et arme défensive, gagnant ainsi son surnom d'« Écu-de-chêne ».
Après la bataille d'Azanulbizar, Thráin et ses gens partent vers l'ouest et s'établissent dans les Montagnes Bleues, à l'ouest de l'Eriador. Après la disparition de son père, en 2841, Thorin devient le seigneur des exilés d'Erebor. S'ils ne retrouvent pas leur gloire d'antan, les Nains connaissent néanmoins une certaine prospérité ; mais le souvenir de la Montagne solitaire et le devoir de vengeance à l'égard de Smaug dont il a hérité sont toujours présents au cœur de Thorin. Il dresse des plans pour la reconquête de son royaume.

### L'expédition d'Erebor

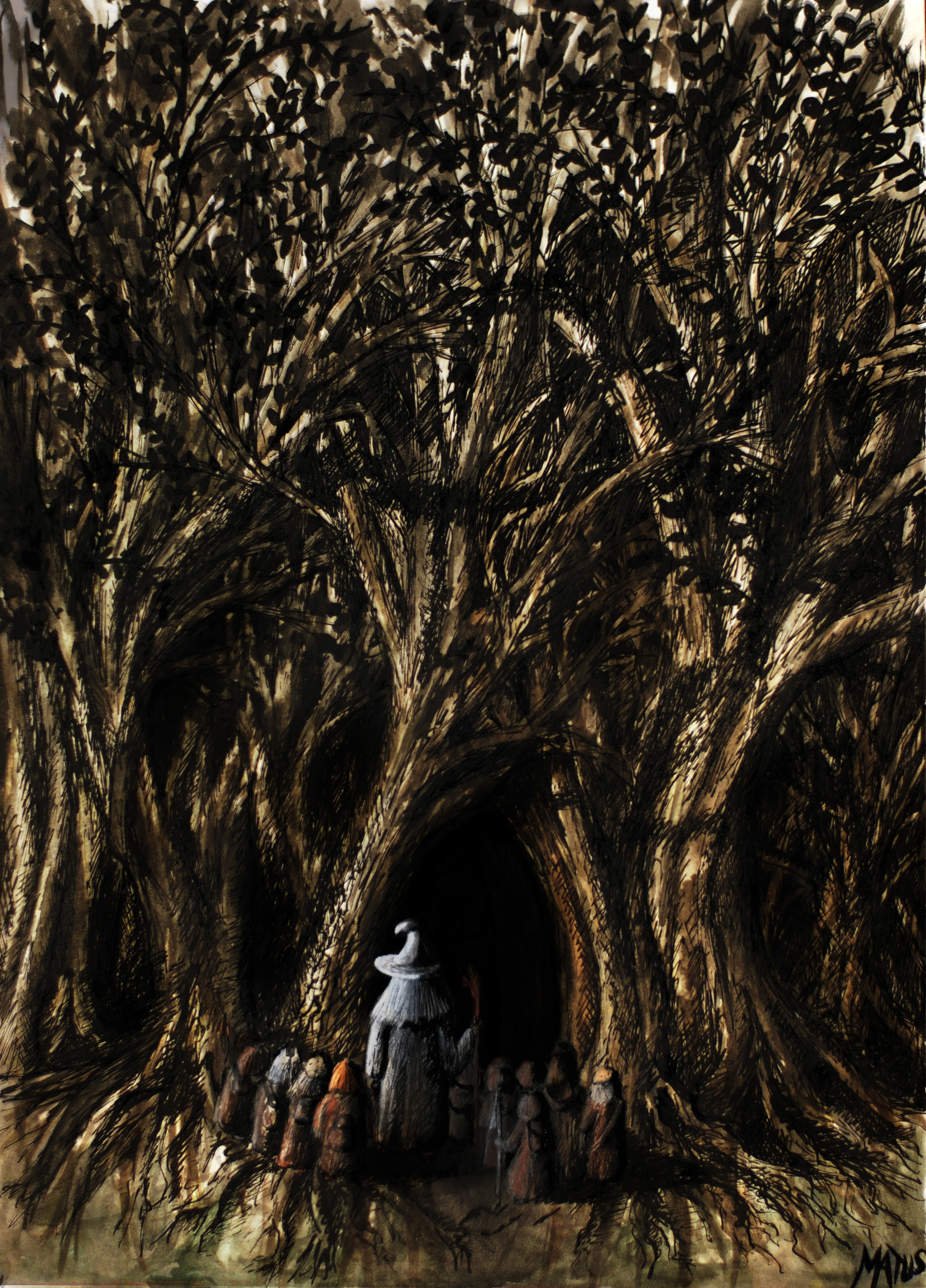
Thorin et Cie à l'orée de la forêt de Grand'Peur.

En mars 2941, rentrant de voyage, Thorin passe par Bree où il rencontre par hasard le mage Gandalf. Il lui expose ses projets et sollicite son aide. Gandalf s'inquiète justement de la puissance renaissante de Sauron, le Seigneur des ténèbres, et de l'usage qu'il pourrait faire de Smaug pour semer la destruction dans le Nord de la Terre du Milieu. Il convainc difficilement Thorin d'abandonner ses projets grandioses et de partir pour la Montagne en secret, avec seulement douze compagnons, parmi lesquels ses jeunes neveux Fili et Kili (les fils de sa sœur), et lui impose le hobbit Bilbon Sacquet comme quatorzième membre de l'expédition.
La compagnie menée par Thorin quitte Hobbitebourg le 27 avril. Se dirigeant vers l'Est, elle échappe de justesse à trois trolls. Thorin découvre l'épée elfique Orcrist dans leur cache et se l'approprie. Durant la traversée de la forêt de Grand'Peur, Thorin est capturé par les Elfes. Ayant refusé de leur avouer le but de leur voyage, il est emprisonné dans leurs geôles souterraines. Ses compagnons le rejoignent bien malgré eux, mais Bilbon les libère et ils arrivent à la cité humaine du Bourg-du-Lac, où ils reçoivent un accueil chaleureux et où Thorin revendique son titre de roi sous la Montagne.
Après quelques péripéties, Smaug ravage le Bourg-du-Lac, mais il est tué par l'archer Bard. Thorin reprend alors possession d'Erebor et de ses trésors. Par avarice (le « mal du dragon ») et par orgueil, il refuse d'aider à la reconstruction de la cité lacustre, même lorsque les elfes et les hommes l'assiègent dans la Montagne. Dans l'espoir de forcer Thorin à négocier, Bilbo lui dérobe la Pierre Arcane, un joyau précieux qu'il convoite particulièrement, mais l'arrivée imminente d'une armée naine menée par son cousin Dain incite Thorin à ne rien lâcher. Alors que l'affrontement semble inévitable, une offensive inattendue de gobelins et de wargs pousse Nains, Hommes et Elfes à s'unir contre ce nouveau fléau.
Au cours de la bataille, Thorin et ses compagnons font une percée hors de la Montagne en direction du chef des gobelins, Bolg, mais ils ne parviennent pas à l'atteindre. Malgré le courage de ses neveux, qui lui font un rempart de leur corps et y perdent la vie, Thorin est mortellement blessé. L'intervention inattendue de Beorn permet à la bataille de bien se finir : il tue Bolg, semant le désarroi chez les gobelins, et emporte le nain hors de la mêlée. Avant de mourir, Thorin a l'occasion de se réconcilier avec Bilbo :

« Si nous étions plus nombreux à célébrer la bonne chère, les chants et les réjouissances, plutôt que l'or amassé, ce monde en serait plus joyeux. Mais triste ou joyeux, je dois le quitter, maintenant. Adieu ! »

Thorin est inhumé dans les profondeurs de la Montagne solitaire, avec la Pierre Arcane sur son giron et l'épée Orcrist à son côté. Son cousin Dain « Pied d'Acier » lui succède comme souverain du peuple de Durin et Roi sous la Montagne.

## Création et évolution
Le chef des Nains, hautain et pompeux, apparaît dès le premier manuscrit du Hobbit, mais il porte alors le nom de « Gandalf », tandis que le magicien s'appelle « Bladorthin ». Les personnages n'acquièrent leurs noms définitifs qu'à un stade assez tardif : Tolkien note de changer leurs noms dans des notes prises après la rédaction du chapitre 7, « Medwed » (« Une étrange demeure » dans le roman publié), mais il faut attendre le chapitre 10, « Le Bourg-du-Lac » (« Un chaleureux accueil »), rédigé après une pause de plusieurs mois, pour voir « Gandalf » devenir « Thorin ».
À l'origine, les Nains ne doivent pas succomber au « mal du dragon », mais au contraire, y être particulièrement résistants ; l'avarice ne doit se trouver que du côté des elfes et des hommes, et constituer un péril purement externe pour Bilbo. En rendant les nains particulièrement enclins (et non plus immunisés) à la « confusion », Tolkien ajoute un degré de complexité au dénouement de son roman, ce qui lui donnera sa tonalité douce-amère caractéristique.
L'idée selon laquelle Thorin doit mourir lors de la bataille finale ne semble être venue à Tolkien que tardivement, durant la « troisième phase » de la rédaction du Hobbit : comme le souligne John D. Rateliff, « rien n'anticipe la scène de la mort de Thorin dans le manuscrit original avant que Gandalf ne fasse entrer Bilbo dans la tente du roi mourant ». À l'origine, la bataille des Cinq Armées n'existait pas et Thorin devenait roi sous la Montagne après la résolution pacifique de sa querelle avec les hommes et les elfes.
Tolkien développe encore le personnage de Thorin après la publication du Hobbit. Les appendices du Seigneur des anneaux, rédigés dans les années 1950, incluent une histoire du peuple de Durin dans laquelle Thorin est mentionné à plusieurs reprises. Vers la même période, Tolkien écrit plusieurs versions d'un texte donnant le point de vue de Gandalf sur les événements ayant conduit à la mise en branle de l'expédition d'Erebor. Ce texte, dont une version a été publiée dans Contes et légendes inachevés sous le titre « L'Expédition d'Erebor », offre un aperçu d'un Thorin beaucoup plus désagréable que dans Le Hobbit, censé être rédigé par Bilbo, un narrateur plus naïf que Gandalf.

## Critique et analyse

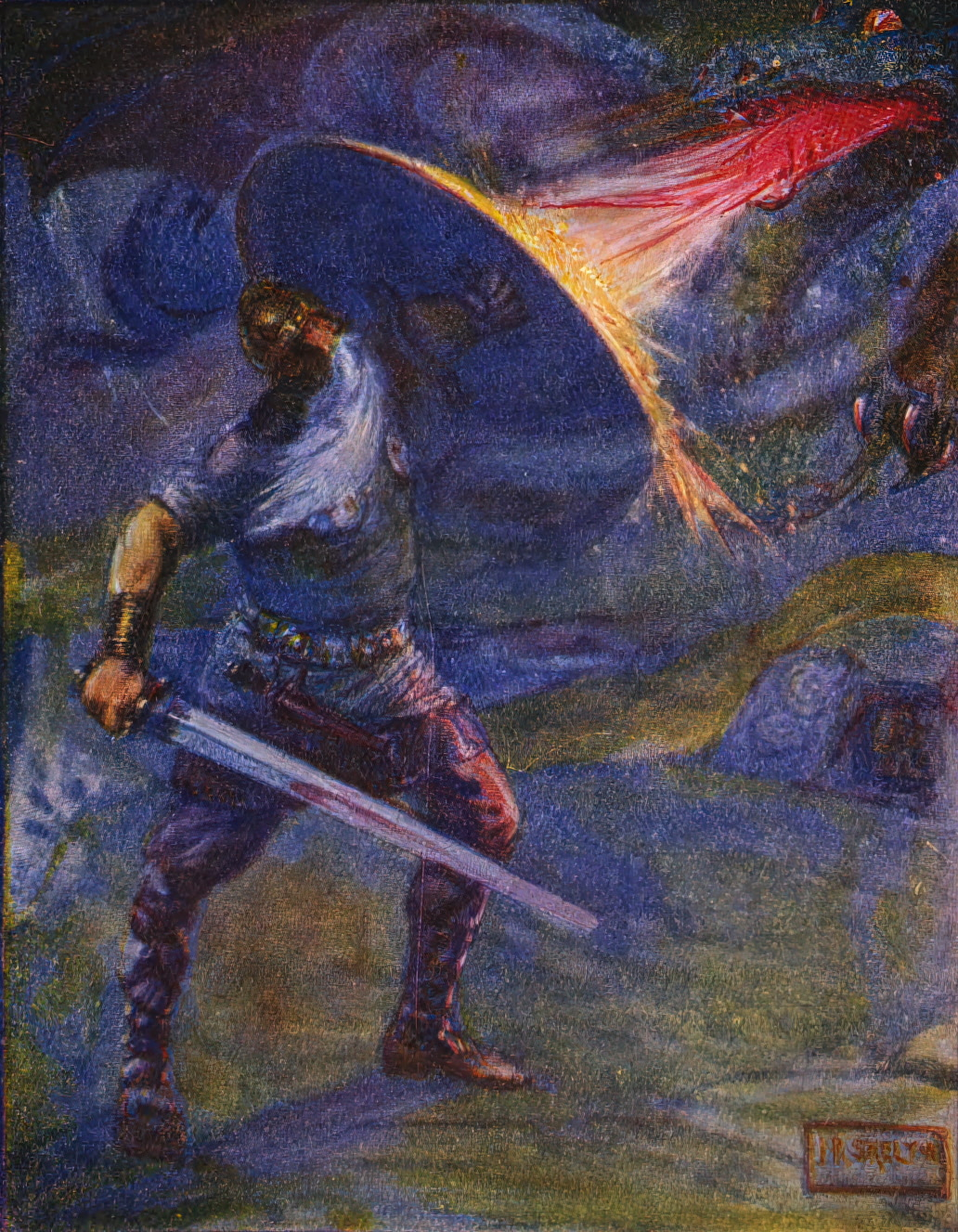
Beowulf et le dragon, dessin d'un livre d'enfant, Stories of Beowulf (H. E. Marshall), publié à New York, 1908, E. P. Dutton & Company.

La façon dont Thorin succombe à la « confusion [bewilderment] apportée par le trésor », devenant un avare odieux et prêt à se parjurer, n'est pas isolée dans l'œuvre de Tolkien où d'autres personnages succombent à l'avarice, avec des conséquences toujours funestes (un exemple notable étant l'elfe Fëanor). L'idée d'un trésor maudit qui suscite la convoitise et finit par perdre ceux qui cherchent à se l'accaparer apparaît également au Premier Âge avec le Nauglamír, le Collier des Nains, et le dragon Glaurung, inspiré du Fáfnir de la Völsunga saga. Plus spécifiquement, Douglas A. Anderson et Tom Shippey dressent un parallèle avec un poème rédigé par Tolkien vers 1922, « Iúmonna Gold Galdre Bewunden », dans lequel un trésor enchanté cause la ruine de tous ses possesseurs successifs (une version retravaillée de ce poème est parue en 1962 dans Les Aventures de Tom Bombadil sous le titre « Le Trésor »). Cette idée du « mal du dragon », auquel succombe également le bourgmestre du Bourg-du-Lac, trouve ses origines dans le poème anglo-saxon Beowulf, que Tolkien connaît bien et dont l'influence sur Le Hobbit est patente,.
Thorin témoigne également des inspirations nordiques de Tolkien. Outre l'origine de son nom, son caractère rappelle « cette indépendance revêche et intolérante qui est souvent le trait distinctif des héros norrois », et les pourparlers fiers et laborieux qu'il mène avec Bard, pleins d'un vocabulaire archaïque, « sortent tout droit des sagas islandaises », Shippey citant en exemple la saga de Hrafnkell.
John Rateliff souligne le lien particulier qui unit Thorin à son cousin Dáin : ce dernier apparaît dans le récit « pour remplir le rôle de Thorin lorsque Thorin n'en est plus capable lui-même, d'abord à cause du mal du dragon, puis à cause de son décès ». Il dresse un parallèle avec la fratrie Boromir-Faramir, elle aussi composée d'un aîné qui succombe à la tentation, se rachète et meurt, et d'un cadet qui fait preuve de sagesse et résiste à cette même tentation.
Pour Tom Shippey, l'un des thèmes majeurs du Hobbit est l'opposition entre le monde ancien, représenté par les Nains, et le monde moderne, représenté par Bilbo. Cette opposition est principalement visible dans le domaine du langage. La façon de parler de Thorin est emblématique du monde ancien, qui s'intéresse aux choses concrètes, par opposition au moderne et ses paroles vides de sens, comme l'illustre le contrat très scrupuleux qu'il accorde au Hobbit. Cependant, Tolkien ne résiste pas à l'occasion de faire un trait d'humour en truffant ce contrat de langage moderne : « offre d'assistance technique », « paiement à la livraison », « un quatorzième des bénéfices totaux », etc. Le contraste avec la chanson interprétée par les Nains la veille au soir est saisissant. Dans la suite du roman, les deux styles sont joués l'un contre l'autre, tantôt à l'avantage de l'ancien (l'arrivée de Thorin en grande pompe au Bourg-du-Lac), tantôt à l'avantage du moderne (le dernier échange entre Bilbo et Thorin avant la bataille). Toutefois, les deux mondes sont réconciliés à la fin du roman dans les dernières paroles de Thorin : elles reflètent à la fois l'ancien (« Je m'en vais dans les salles de l'attente m'asseoir auprès de mes ancêtres... ») et le moderne (« ... fils de l'aimable Ouest »).
Pour Anne C. Petty, Thorin est un personnage shakespearien, dont l'évolution au cours du roman évoque celle de Macbeth ou de Richard III : ce sont des personnages importants au début de leurs histoires respectives, mais ils sont incapables de résister à la tentation du pouvoir et perdent contact avec la réalité. La chute de Thorin devient prévisible à l'aune de son comportement, mais sa mort tragique au combat constitue une source de catharsis pour le lecteur.
La mort de Thorin est un choc pour le lecteur : il s'agit du second personnage le plus important du livre (seul Bilbo a davantage de lignes de dialogue que lui), et il est rare à l'époque (et même aujourd'hui) qu'un auteur de contes pour enfants tue ainsi un de ses protagonistes, comme le soulignent John Rateliff et Tom Shippey. Pour ce dernier, la mort de Thorin participe à la profondeur émotionnelle particulière du roman, une caractéristique qui explique sa popularité persistante. Rateliff justifie quant à lui la mort du roi et de ses neveux comme un moyen de tempérer le caractère eucatastrophique de la fin du récit : un événement aussi triste rend plus crédible le dénouement positif de l'aventure et balaie toutes les accusations d'évasion (au sens péjoratif du terme) que l'on pourrait faire au roman.

## Adaptations

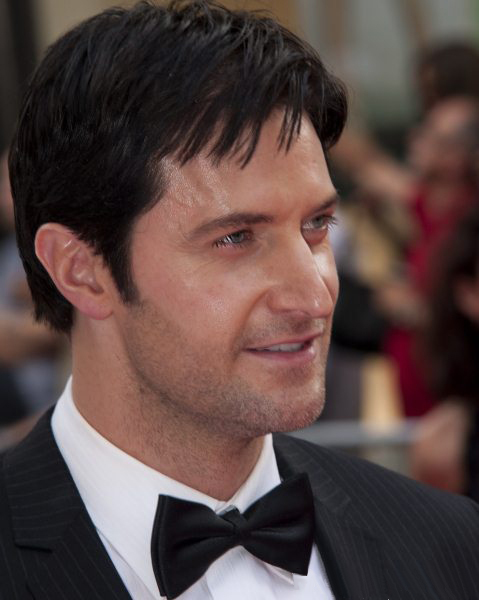
Richard Armitage.

### Radio
- Thorin est interprété par John Justin dans l'adaptation radiophonique du Hobbit pour la BBC (1968).

### Films
- Hans Conried prête sa voix à Thorin dans le téléfilm d'animation Rankin/Bass The Hobbit (1977).
- Thorin est interprété par l'acteur soviétique Anatoli Ravikovitch dans le téléfilm The Hobbit réalisé par Vladimir Latychev (1985).
- Thorin est interprété par l'acteur britannique Richard Armitage dans l'adaptation cinématographique en trois volets du Hobbit réalisée par Peter Jackson (2012-2014).

### Jeux vidéo
- La phrase « Thorin sits down and starts singing about gold » (« Thorin s'assied et entame une chanson qui parle d'or ») revient si souvent dans le jeu d'aventure textuel The Hobbit (1982) qu'elle est entrée dans la culture populaire.
- Thorin est doublé par Clive Revill dans le jeu vidéo Bilbo le Hobbit de 2003.

### Musique
- Dans l'ouverture orchestrale The Hobbit de Carey Blyton, Thorin est représenté par une harpe, l'instrument dont il joue dans le livre[21].

## Paléoanthropologie
Un spécimen de néandertalien découvert en 2015 dans la grotte Mandrin à Malataverne est nommé Thorin. Selon le premier auteur de l’étude Ludovic Slimak « C’est un hommage à Tolkien, qui décrivait des humanoïdes intelligents appartenant à des espèces différentes. Le Thorin de Tolkien est un des derniers rois nains sous la montagne, un des derniers de sa lignée, et notre Thorin est un des derniers néandertaliens. »